# Philoria loveridgei
Philoria loveridgei é uma espécie de anfíbio da família Limnodynastidae.
É endémica da Austrália.
Os seus habitats naturais são: florestas subtropicais ou tropicais húmidas de baixa altitude, regiões subtropicais ou tropicais húmidas de alta altitude e rios.
Está ameaçada por perda de habitat.